# Парасолева школа
Парасолева школа (з англ. umbrella school) — це форма альтернативної освіти, яка забезпечує нагляд та підтримку для сімей, що обирають домашнє навчання, щоб підтвердити його відповідність освітнім вимогам. Така школа виступає як адміністративна та організаційна «парасолька», яка допомагає родинам відповідати вимогам місцевих або державних законів про освіту. Це особливо поширено в країнах, де домашнє навчання потребує офіційної реєстрації або підтвердження відповідності навчальної програми стандартам.
Парасолеві школи широко варіюються за ціною та спектром послуг. Деякі з них пропонують групові заняття, затверджений курикулум, спортивні секції, екскурсії, стандартизоване оцінювання тощо. Інші ж існують лише для виконання мінімальних законодавчих вимог, надаючи батькам право обирати власний розклад та методи навчання, а також звільняючи учнів від обов'язкового щорічного оцінювання та тестування. Деякі парасолеві школи дотримуються певних релігійних переконувань, тоді як інші є світськими.
У Сполучених Штатах Америки обов'язки парасолькових шкіл різняться залежно від штату. Багато з них вимагають, щоб школи збирали записи про імунізацію, відвідуваність та іншу інформацію, яку зазвичай збирають у звичайних школах. Часто парасолеві школи діють у тих самих законодавчих межах, що й незалежні школи. У певних штатах існують вимоги до курсів і щоденних розкладів, в інших — учні мають відповідати загальноприйнятим шкільним стандартам, що підтверджене їхніми записами.

## Інші парасолеві терміни
- Узагальнювальний термін[3]
- Парасолевий фонд
- Парасолева організація
- Парасолевий бренд